# Loïc Guillon
Loïc Guillon (ur. 11 stycznia 1982 w Limoges) – francuski piłkarz występujący na pozycji obrońcy. Obecnie jest zawodnikiem Vannes OC.

## Kariera
Guillon jest wychowankiem Limoges FC. Grał tam do 1998 roku. Wówczas przeszedł do juniorskiej ekipy FC Nantes. W niej spędził kolejne trzy lata, a w 2001 roku został przesunięty do rezerw Nantes. Do jego pierwszej drużyny został awansowany przed rozpoczęciem sezonu 2003/2004. W Ligue 1 zadebiutował 2 sierpnia 2003 w przegranym 1:2 meczu z FC Sochaux-Montbéliard. W debiutanckim sezonie w lidze zagrał 19 razy. Od następnego sezonu był podstawowym graczem Nantes. 21 stycznia 2006 w wygranym 4:1 spotkaniu z FC Metz Guillon strzelił pierwszego gola w trakcie gry w ekstraklasie. W sezonie 2006/2007 zajął z klubem ostatnie, dwudzieste miejsce w lidze i spadł z nim do drugiej ligi. Na koniec pierwszego sezonu w Ligue 2, Nantes zajęło drugie miejsce i awansowało do ekstraklasy. W sezonie 2008/2009 pełnił rolę rezerwowego w Nantes, a w rozgrywkach Ligue 1 uplasował się z tym klubem na dziewiętnastej pozycji i został z nim zdegradowany do drugiej ligi. W 2009 roku odszedł do Vannes OC.